# Køllestar
Kølle-Star (Carex buxbaumii) er en 20-80 cm høj halvgræs, med 3-4 karakteristiske næsten ens kølleformede aks, hvor det øverste har hunblomster forneden. Bladene er (1-)2-4,5 mm brede, matte og grågrønne. Vokser i moser, kær, våde ende og søbredder.

## Beskrivelse
Kølle-Star er flerårig, vokser enligt eller i små løse tuer, med udløbere, rhizomer. Bladene er (1-)2-4,5 cm brede, grågrønne og matte, og når som oftest en længde af stængler. Bladene har svagt indrullet rand og smalner langsomt af i en lang spidst. Bladene er hypostomatiske, dvs. med stomata på oversiden, og papilløs på både over og underside.
Bladskeder er mørkt rødligt brune til vinrøde/purpurfarvede, og trævler med tiden netformet op. Skedehindens høstning er lang, 3-10 mm, og spids.

## Udbredelse
Kølle-Star har sin hovedudbredelse på den Nordlige halvkugle, med en amfiatlantisk udbredelse, og findes således både i Nordamerika, inklusiv Grønland, hvor den er ganske sjælden, Europa og Sibirien. Blev i 1992 fundet som indslæbt i Australien (New South Wales) og er også fundet i Tasmanien. Hvor den i f.eks. Sverige er vidt udbredt og vurderet som Livkraftig, er den i Danmark kun fundet på to lokaliteter og vurderet som Kritisk truet. På globalt plan vurderes den ikke som truet.

## Habitat
Findes på lysåbne, relativt nærigsrige og kalkholdige våde habitater, som våde enge, rigkær, moser.